# Cyrestis earli
Cyrestis earli är en fjärilsart som beskrevs av William Lucas Distant 1883. Cyrestis earli ingår i släktet Cyrestis och familjen praktfjärilar. Inga underarter finns listade i Catalogue of Life.